# Ejlinge
Ejlinge er en lille dansk ø, der ligger i Kattegat lige nord for Fyn og ganske nær Æbelø.
Der bor i øjeblikket ingen personer på Ejlinge (2009).